# Feministele pentru viață
Feminists for Life of America (FFL) este o organizație a cărei misiune este respingerea strictă a avortului, chiar dacă femeia în cauză este o victimă a violului sau sarcina este rezultatul incestul.
Este o organizație, non-profit, feministă, non-guvernamentală (ONG).
Înființată în 1972 și acum cu sediul în Alexandria, Virginia, organizația se descrie ca fiind formată pe valorile feministe ale justiției, nediscriminării și non-violenței.
FFL este dedicat „eliminării sistematice a cauzelor care conduc femeile la întreruperea sarcinii - în primul rând lipsa de resurse practice și sprijin – prin holisticî și soluții centrate pe femei. FFL publică o revistă trimestrială, Feminismul American, și are scopul de a ajunge la femeile tinere, în special la studenți.
Feministele pentru viață pretind că “se află de mai mult de două sute de ani de istorie pro-viață feministă”, continuând o tradiție a feministelor americane din secolul al XIX-lea, cum ar fi Susan B. Anthony și Elizabeth Cady Stanton.
Această poziție a fost contestată de către criticii care pun la îndoială comparațiile dintre punctele de vedere ale avortului din secolul al XIX-lea și al XX-lea, precum și atribuirea unor citate lui Anthony.

## Originile
Feministele pentru viață au fost fondate de Pat Goltz și Cathy Callaghan în Ohio în 1972. Goltz și Callaghan s-au întâlnit într-un club judo din campusul Universității de Stat din Ohio, unde Callaghan era profesor de lingvistică. În 1974, Goltz a fost expulzată din Columbus, Ohio, capitol al Organizației Naționale pentru Femei (NOW) pentru argumentarea faptului că avortul a încălcat principiile feministe, deși ea și Callaghan nu au fost expulzate din calitatea de membru național.  

## Misiune și scop
FFL se descrie ca o organizație non-sectorială, nepartizană, organizație locală, iar membrii săi credeau în puterea femeilor și potențialul fiecărei vieți umane, refuzând să aleagă între femei și copii, crezând că nici o femeie nu ar trebui să fie nevoită să aleagă între sacrificarea planurilor sale de educație și carieră și sacrificarea copilului ei, precum și respingerea violenței exploatării.
FFL folosește argumente „pro-femei” pentru a convinge femeile că avortul este „imoral”. Goltz a argumentat că legalizarea avortului a permis oamenilor care exploatează sexul să evite responsabilitățile, cum ar fi plata ajutorului pentru copii și fuga de acțiunile lor.
FFL susține că avortul provine de la inegalitatea de gen. Ca răspuns la Roe versus Wade, Callaghan a făcut mai multe afirmații, inclusiv că avortul provoacă vătămări corporale femeilor „într-o treime de jumătate de cazuri” și că Curtea Supremă a legalizat avortul pentru că „urăsc mamele sărace și necăsătorite”. Această afirmație este numită „nereprezentată” de profesorul Kelsy Kretschmer. Cu toate acestea, Kretschmer explică faptul că scopul acestor argumente a fost acela de a face greu pentru bărbați și femei să considere avortul o victorie „feministă”.
FFL descrie viziunea sa mai largă, care se opune tuturor formelor de violență pe care le consideră „incompatibile cu principiile feministe de bază ale justiției, non-violentei și nediscriminării’ inclusiv pedeapsa cu moartea, sinuciderea asistată, eutanasia, ucidere a propriului copil și abuzul asupra copilului. FFL luptă pentru obiectivul tradițional feminist de egalitate a femeilor la locul de muncă. FFL susține că pozițiile sale pro-viață nu sunt doar compatibile cu feminismul, ci sunt concluzia firească a valorilor feministe.  

## Femeile merită mai bine
Feministele pentru viață "Femeile merită mai bine" au fost lansate în 2003 în cadrul celei de-a 30-a aniversări a Roe v. Wade. FFL a descris-o ca fiind "un efort de educație publică pe termen lung, care examinează eșecul avortului. Campania are drept scop reorientarea națiunii asupra motivelor pentru care femeile se simt presate în avort și pentru a promova soluțiile centrate pe femei".  Mesajul de bază al campaniei, prezentat pe panouri publicitare, afișe și pancarte, a fost: "Avortul este o reflecție că nu am îndeplinit nevoile femeilor. Femeile merită mai bine decât avortul" 
"Femeile merită mai bine" și "Refuzul de a alege" sloganurile au reflectat ceea ce FFL a văzut ca aspecte integrate ale filosofiei lor. Foster a explicat: "Noi refuzăm să alegem între femei și copii. Refuzăm să alegem între sacrificarea planurilor noastre de educație și carieră sau sacrificarea copiilor noștri".

## Viziune 2020
În celebrarea ratificării amendamentului privind suferințele (cunoscut și sub numele de „Amendamentul lui Anthony” în cinstea lui Susan B. Anthony), la 18 august 1920, Feministele pentru Viața Americii sunt încântate să anunțe o campanie de viziune pentru anul 2020, de 4 ani.
Privind spre Celebrarea centenarului din 2020 a celui de-al 19-lea amendament, care garantează femeilor adulte americane dreptul de vot, Feministele pentru Viață accelerează eforturile noastre de a educa pe alții despre istoria bogată a vieții feministe și de a aborda feminizarea sărăciei pentru cei cu cel mai mare risc de avort.

Ce combate feminizarea sărăciei care conduce femeile la avort? Trei cauze principale includ:
- Lipsa de educație,
- Lipsa locurilor de cazare la locul de muncă,
- Lipsa suportului paternal.

În următorii patru ani, FFL are planuri interesante de a-și intensifica revoluția pentru a realiza viziunea neîmplinită a lui Susan B. Anthony de a aborda cauzele profunde care conduc femeile la avort până în 2020.
Logo-ul noii campanii Women deserve better – Femeile merită mai bine: Este inspirat de ochelarii lui Susan B. Anthony, iar culorile suverane au culori de aur, violet și alb.